# Cesária Évora
Cesária Évora (Mindelo, 27 agosto 1941 – Mindelo, 17 dicembre 2011) è stata una cantante capoverdiana.
Soprannominata la “diva a piedi nudi” per la sua abitudine di esibirsi scalza, Cesária Évora è probabilmente la cantante di morna più conosciuta al mondo.

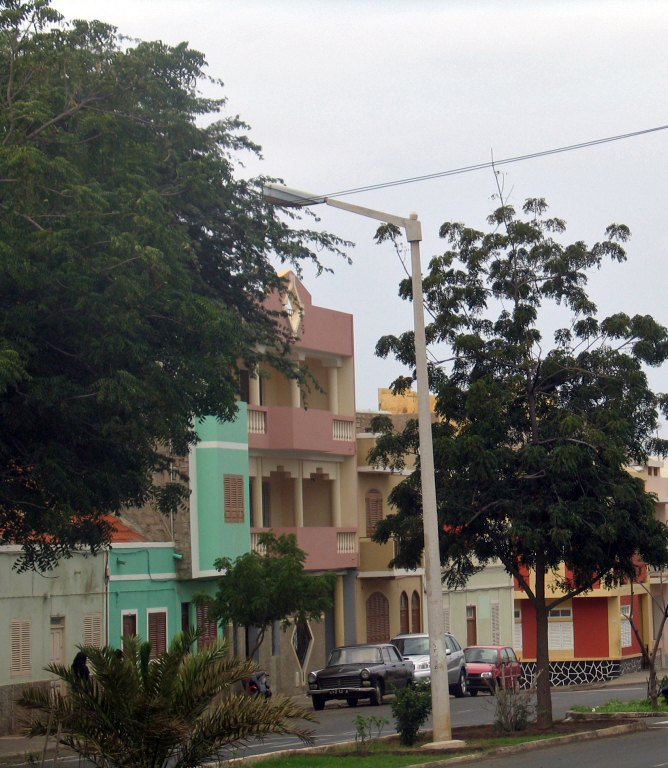
La casa di Cesária Évora

## Biografia
Cesária Évora perse il padre all'età di sette anni. Sua madre si sforzò così di mantenerla impiegando i magri guadagni che le venivano dal lavoro di cuoca, e alla fine l'affidò alle cure di un orfanotrofio. È stato nel coro dell'orfanotrofio che Cesária ha cominciato a cantare.
A sedici anni, Cesária conobbe un marinaio capoverdiano di nome Eduardo che le insegnò gli stili tradizionali della musica di Capo Verde, la coladera e la morna, caratterizzata quest'ultima da tristezza, malinconia e desiderio, espresso da un tipico tempo lento. Cominciò allora a cantare nei bar e negli hotel. Con l'aiuto di musicisti locali, perfezionò il suo talento tanto da farsi soprannominare "Regina della morna" dai suoi ammiratori. Divenne famosa a Capo Verde, pur rimanendo relativamente sconosciuta all'estero.
Cesária aveva uno zio, noto musicista e autore di canzoni, che usava lo pseudonimo di B. Leza (un gioco di parole su beleza, ossia "bellezza"). Molte delle più belle canzoni nei primi album di Cesária sono sue.
Nonostante la fama raggiunta in patria, la cantante per molto tempo non riuscì a raggiungere alcun benessere. Frustrata da problemi di ordine tanto personale quanto economico, sommati alle serie difficoltà politiche di Capo Verde, Cesária Évora rinunciò a cantare per mantenere la famiglia. Non cantò per un decennio, periodo che lei ha poi descritto come "dieci anni oscuri".
Cesária riprese a cantare dopo essere stata incoraggiata da un esule capoverdiano, musicista e patrono delle arti, Bana, che viveva in Portogallo. Le procurò inviti in quel Paese, dove lei diede una serie di concerti con il supporto di un'organizzazione femminile.
José Da Silva, un francese di origine capoverdiana, la persuase ad andare a Parigi, dove lei registrò un nuovo album. La diva aux pieds nus (La diva a piedi nudi) nel 1988. La canzone Sodade è stato il primo successo per una canzone non francofona in Francia, e segnò l'inizio della sua fama internazionale (la parola portoghese saudade, il cui significato è nostalgia, struggimento, rimpianto, in capoverdiano diventa "sodade" ed è un elemento importante della musica di Capo Verde). L'album segnò il suo ritorno sulle scene e ottenne successo di critica e di vendite, che si accrebbe con quello del successivo Miss Perfumado. L'artista diventò così una stella della musica internazionale all'età di 47 anni.

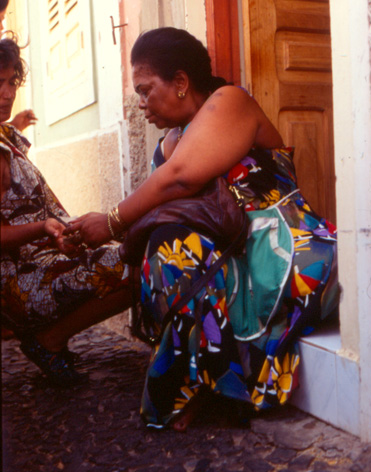
Cesária Évora a Mindelo, sua città natale

Nel 2004 canta insieme ad Adriano Celentano la canzone Quel casinha, rifacimento de Il ragazzo della via Gluck.
Nel 2006 Cesaria incontra in Italia Alberto Zeppieri (autore di canzoni, giornalista e produttore discografico), che dopo quell'incontro le dedicherà un'intera collana discografica, dal titolo "Capo Verde, terra d'amore".
Zeppieri (con il placet di Lusafrica, la casa discografica della Evora) ne curerà personalmente tutti gli adattamenti creativi in lingua italiana, affidandoli poi a grandi nomi della musica leggera nazionale (Massimo Ranieri, Giusy Ferreri, Stefano Bollani, Antonella Ruggiero, Gino Paoli, Ornella Vanoni, Paolo Fresu, Fabio Concato, Iva Zanicchi e molti altri), internazionale (Kayah, Ian Anderson dei Jethro Tull, Omar Sosa ecc.) e ovviamente i migliori artisti capoverdiani.
Cesaria accetterà di duettare con Gianni Morandi, con Gigi D'Alessio e con Ron.
Il progetto (giunto il 2 maggio 2014 al quinto volume) è finalizzato a dare visibilità e raccogliere fondi per le iniziative del Programma alimentare mondiale dell'ONU, organizzazione umanitaria delle Nazioni Unite della quale Cesaria è stata Ambasciatrice a partire dal 2003.
Il 17 dicembre 2011, all'età di 70 anni, la cantante è morta a causa di un'insufficienza cardio-respiratoria acuta, presso l'ospedale Baptista de Sousa, sull'isola di São Vicente (Capo Verde).
Nel 2012 viene realizzato Senhora Evora, un disco tributo a Cesária Évora, prodotto da Cristiano Malgioglio.
Anche Stromae nel 2013 nel suo album Racine carrée le dedica una canzone intitolata Ave Cesária.

## Discografia

### Album in studio
- 1988 - La Diva Aux Pieds Nus
- 1990 - Distino de Belita
- 1991 - Mar Azul
- 1992 - Miss Perfumado
- 1995 - Cesária
- 1997 - Cabo Verde
- 1999 - Café Atlantico
- 2001 - São Vicente di Longe
- 2003 - Voz d'Amor
- 2006 - Rogamar
- 2009 - Nha Sentimento
- 2013 - Mãe carinhosa

### Raccolte
- 1994 - Sodade - Les Plus Belles Mornas de Cesária
- 1996 - Club Sodade
- 1997 - Colors of the World
- 1998 - Best Of
- 2002 - Anthology
- 2004 - Anthologie - Mornas & Coladeras
- 2008 - Radio Mindelo

### ;Album dal vivo
- 1996 - Live à L'Olympia
- 2004 - Live D'Amor